# Richard Verschoor
Richard Verschoor (Benschop, Países Bajos; 16 de diciembre de 2000) es un piloto de automovilismo neerlandés. Fue campeón de la temporada inaugural del Campeonato de España de F4 y de SMP Fórmula 4 como miembro del Equipo Júnior de Red Bull en 2016, tercero y subcampeón de la Toyota Racing Series en 2017 y 2018 respectivamente, y resultó vencedor del Gran Premio de Macao de 2019. 
Desde 2022 compite en el Campeonato de Fórmula 2 de la FIA, siendo el piloto con más carreras comenzadas en la historia de la categoría.

## Carrera

### Fórmula 4
Verschoor se graduó a los monoplazas en 2016, uniéndose a SMP Fórmula 4. Ganó la carrera inaugural de la temporada en Sochi, y después de eso se convirtió en miembro del Equipo Júnior de Red Bull. Después de esto, tuvo una serie de diez victorias consecutivas y ganó el campeonato a falta de tres carreras.
Verschoor también disputó el Campeonato de España de F4 con MP Motorsport, donde reclamó su segundo título, también de forma dominante. Paralelamente, participó parcialmente en categorías como ADAC Fórmula 4, con Motopark y en el campeonato de Italia de Fórmula 4 junto a Bhaitech Engineering.

### Fórmula Renault
En enero de 2017, se anunció que Verschoor seguiría su relación con MP Motorsport para participar en Eurocopa de Fórmula Renault. Logró un podio en la penúltima carrera de la temporada, en el circuito de Barcelona-Cataluña, y finalizó la temporada en noveno lugar.
En diciembre, Verschoor fue expulsado del Equipo Júnior de Red Bull. Ese mismo día se anunció que participaría con el equipo Josef Kaufmann Racing en la temporada 2018 de las categorías.

### GP3 Series
En agosto de 2018, Verschoor sería confirmado para reemplazar a Dorian Boccolacci en la temporada 2018 de GP3 Series, con la escudería MP Motorsport. Verschoor logró un único podio en Sochi. Consiguió 30 puntos para colocarse en el décimo quinto lugar.

### Campeonato de Fórmula 3 de la FIA
En 2019, el piloto neerlandés siguió su unión con MP Motorsport, participando en el Campeonato de Fórmula 3 de la FIA. Corre en la escudería con el piloto finlandés Simo Laaksonen y el neozelandés Liam Lawson.

## Resumen de carrera
| Temporada | Categoría                                       | Equipo                | Carreras     | Victorias    | Poles        | VR           | Podios       | Puntos       | Pos.         |
| --------- | ----------------------------------------------- | --------------------- | ------------ | ------------ | ------------ | ------------ | ------------ | ------------ | ------------ |
| 2016      | SMP Fórmula 4                                   | MP Motorsport         | 20           | 11           | 10           | 9            | 16           | 339          | 1.º          |
| 2016      | Campeonato de España de F4                      | MP Motorsport         | 20           | 17           | 9            | 16           | 19           | 387          | 1.º          |
| 2016      | V de V Challenge Monoplace                      | MP Motorsport         | 3            | 1            | 3            | 1            | 2            | 0            | NC†          |
| 2016      | ADAC Fórmula 4                                  | Motopark              | 6            | 0            | 0            | 0            | 0            | 34           | 15.º         |
| 2016      | Campeonato de Italia de F4                      | Bhaitech Engineering  | 3            | 0            | 0            | 0            | 1            | 31           | 21.º         |
| 2017      | Eurocopa de Fórmula Renault                     | MP Motorsport         | 23           | 0            | 0            | 0            | 1            | 89           | 9.º          |
| 2017      | Copa de Europa del Norte de Fórmula Renault 2.0 | MP Motorsport         | 7            | 1            | 0            | 0            | 3            | 90           | 9.º          |
| 2017      | Toyota Racing Series                            | Giles Motorsport      | 15           | 3            | 0            | 2            | 7            | 843          | 3.º          |
| 2018      | Eurocopa de Fórmula Renault                     | Josef Kaufmann Racing | 12           | 0            | 0            | 0            | 1            | 34           | 13.º         |
| 2018      | Copa de Europa del Norte de Fórmula Renault 2.0 | Josef Kaufmann Racing | 2            | 0            | 0            | 0            | 0            | 0            | NC†          |
| 2018      | GP3 Series                                      | MP Motorsport         | 8            | 0            | 0            | 0            | 1            | 30           | 15.º         |
| 2018      | Toyota Racing Series                            | M2 Competition        | 15           | 6            | 4            | 4            | 12           | 911          | 2.º          |
| 2019      | Campeonato de Fórmula 3 de la FIA               | MP Motorsport         | 16           | 0            | 0            | 1            | 0            | 34           | 13.º         |
| 2019      | Gran Premio de Macao                            | MP Motorsport         | 1            | 1            | 0            | 0            | 1            | N/A          | 1.º          |
| 2020      | Campeonato de Fórmula 3 de la FIA               | MP Motorsport         | 18           | 0            | 0            | 0            | 1            | 69           | 9.º          |
| 2021      | Campeonato de Fórmula 2 de la FIA               | MP Motorsport         | 17           | 1            | 0            | 0            | 1            | 56           | 11.º         |
| 2021      | Campeonato de Fórmula 2 de la FIA               | Charouz Racing System | 3            | 0            | 0            | 0            | 0            | 56           | 11.º         |
| 2022      | Campeonato de Fórmula 2 de la FIA               | Trident               | 28           | 1            | 0            | 3            | 4            | 103          | 12.º         |
| 2023      | Campeonato de Fórmula 2 de la FIA               | Van Amersfoort Racing | 26           | 1            | 0            | 1            | 3            | 108          | 9.º          |
| 2023      | Gran Premio de Macao                            | Trident Motorsport    | 1            | 0            | 0            | 0            | 0            | N/A          | 6.º          |
| 2024      | Campeonato de Fórmula 2 de la FIA               | Trident               | 24           | 1            | 2            | 0            | 4            | 106          | 8.º          |
| 2024      | Campeonato de Fórmula 2 de la FIA               | MP Motorsport         | 4            | 0            | 0            | 2            | 2            | 106          | 8.º          |
| 2025      | Campeonato de Fórmula 2 de la FIA               | MP Motorsport         | Disputándose | Disputándose | Disputándose | Disputándose | Disputándose | Disputándose | Disputándose |
| Fuente:   |                                                 |                       |              |              |              |              |              |              |              |

- † - Al participar Verschoor como piloto invitado, no fue apto para puntuar.

## Resultados

### GP3 Series
(Clave) (negrita indica pole position) (cursiva indica vuelta rápida puntuable)

| Año  | Escudería     | 1   | 1   | 2   | 2   | 3   | 3   | 4   | 4   | 5   | 5   | 6   | 6   | 7   | 7   | 8   | 8   | 9   | 9   | Pos. | Puntos | Ref.   |
| ---- | ------------- | --- | --- | --- | --- | --- | --- | --- | --- | --- | --- | --- | --- | --- | --- | --- | --- | --- | --- | ---- | ------ | ------ |
| 2018 | MP Motorsport | BAR | BAR | LEC | LEC | SPI | SPI | SIL | SIL | BUD | BUD | SPA | SPA | MNZ | MNZ | SOC | SOC | YMC | YMC | 15.º | 30     | [ 11 ] |
| 2018 | MP Motorsport |     |     |     |     |     |     |     |     |     |     | 17  | 7   | 8   | 9   | 4   | 3   | 14  | 7   | 15.º | 30     | [ 11 ] |

### Campeonato de Fórmula 3 de la FIA
(Clave) (negrita indica pole position) (cursiva indica vuelta rápida puntuable)

| Año  | Escudería     | 1    | 1    | 2    | 2    | 3   | 3   | 4    | 4    | 5    | 5    | 6   | 6   | 7   | 7   | 8   | 8   | 9   | 9   | Pos. | Puntos | Ref.   |
| ---- | ------------- | ---- | ---- | ---- | ---- | --- | --- | ---- | ---- | ---- | ---- | --- | --- | --- | --- | --- | --- | --- | --- | ---- | ------ | ------ |
| 2019 | MP Motorsport | BAR  | BAR  | LEC  | LEC  | SPI | SPI | SIL  | SIL  | BUD  | BUD  | SPA | SPA | MNZ | MNZ | SOC | SOC |     |     | 13.º | 34     | [ 12 ] |
| 2019 | MP Motorsport | 19   | 19   | 14   | 4    | 10  | 12  | 17   | 21   | 27†  | 17   | 17  | 11  | 4   | 4   | 10  | 7   |     |     | 13.º | 34     | [ 12 ] |
| 2020 | MP Motorsport | SPI1 | SPI1 | SPI2 | SPI2 | BUD | BUD | SIL1 | SIL1 | SIL2 | SIL2 | BAR | BAR | SPA | SPA | MNZ | MNZ | MUG | MUG | 9.º  | 69     | [ 13 ] |
| 2020 | MP Motorsport | 8    | 2    | 7    | 4    | 4   | 5   | 11   | 9    | 19   | 18   | 9   | 4   | 10  | 7   | 27  | 10  | 12  | 5   | 9.º  | 69     | [ 13 ] |

### Campeonato de Fórmula 2 de la FIA
(Clave) (negrita indica pole position) (cursiva indica vuelta rápida puntuable)

| Año  | Escudería             | 1   | 1   | 1   | 2   | 2   | 2   | 3   | 3   | 3   | 4   | 4   | 4   | 5   | 5   | 5   | 6   | 6   | 6   | 7   | 7   | 7   | 8   | 8   | 8   | Pos. | Puntos | Ref.   |
| ---- | --------------------- | --- | --- | --- | --- | --- | --- | --- | --- | --- | --- | --- | --- | --- | --- | --- | --- | --- | --- | --- | --- | --- | --- | --- | --- | ---- | ------ | ------ |
| 2021 |                       | SAK | SAK | SAK | MON | MON | MON | BAK | BAK | BAK | SIL | SIL | SIL | MNZ | MNZ | MNZ | SOC | SOC | SOC | YED | YED | YED | YMC | YMC | YMC | 11.º | 56     | [ 14 ] |
| 2021 | MP Motorsport         | Ret | 5   | 4   | 13  | 6   | 10  | 12  | Ret | 14  | 10  | 1   | 4   | Ret | 13  | DSQ | 8   | C   | 8   |     |     |     |     |     |     | 11.º | 56     | [ 14 ] |
| 2021 | Charouz Racing System |     |     |     |     |     |     |     |     |     |     |     |     |     |     |     |     |     |     |     |     |     | Ret | 11  | 10  | 11.º | 56     | [ 14 ] |

| Año   | Escudería             | 1   | 1   | 2   | 2   | 3   | 3   | 4   | 4   | 5   | 5   | 6   | 6   | 7   | 7   | 8   | 8   | 9   | 9   | 10  | 10  | 11  | 11  | 12  | 12  | 13  | 13  | 14  | 14  | Pos. | Puntos | Ref.   |
| ----- | --------------------- | --- | --- | --- | --- | --- | --- | --- | --- | --- | --- | --- | --- | --- | --- | --- | --- | --- | --- | --- | --- | --- | --- | --- | --- | --- | --- | --- | --- | ---- | ------ | ------ |
| 2022  | Trident               | SAK | SAK | YED | YED | IMO | IMO | BAR | BAR | MON | MON | BAK | BAK | SIL | SIL | SPI | SPI | LEC | LEC | BUD | BUD | SPA | SPA | ZAN | ZAN | MNZ | MNZ | YMC | YMC | 12.º | 103    | [ 15 ] |
| 2022  | Trident               | 1   | Ret | 5   | 2   | 13  | 14  | 11  | 18  | 13  | 12  | 20† | 5   | 10  | 14  | 6   | DSQ | NC  | 17† | 18  | 8   | 5   | 4   | 7   | 2   | 8   | 9   | 2   | 7   | 12.º | 103    | [ 15 ] |
| 2023  | Van Amersfoort Racing | SAK | SAK | YED | YED | MEL | MEL | BAK | BAK | MON | MON | BAR | BAR | SPI | SPI | SIL | SIL | BUD | BUD | SPA | SPA | ZAN | ZAN | MNZ | MNZ | YMC | YMC |     |     | 9.º  | 108    | [ 16 ] |
| 2023  | Van Amersfoort Racing | 22† | 5   | 16  | 6   | 10  | 7   | Ret | 8   | 4   | 4   | 6   | 10  | Ret | 1   | 18  | 16  | 13  | 10  | DSQ | 6   | 12  | 4   | 3   | 13  | 3   | Ret |     |     | 9.º  | 108    | [ 16 ] |
| 2024  |                       | SAK | SAK | YED | YED | MEL | MEL | IMO | IMO | MON | MON | BAR | BAR | SPI | SPI | SIL | SIL | BUD | BUD | SPA | SPA | MNZ | MNZ | BAK | BAK | LUS | LUS | YMC | YMC | 8.º  | 106    | [ 17 ] |
| 2024  | Trident               | 10  | 14  | DSQ | 8   | Ret | 6   | 7   | 10  | 16  | Ret | 13  | 18† | 20  | Ret | 11  | 13  | DSQ | 3   | 3   | 5   | 14  | 3   | 17  | 1   |     |     |     |     | 8.º  | 106    | [ 17 ] |
| 2024  | MP Motorsport         |     |     |     |     |     |     |     |     |     |     |     |     |     |     |     |     |     |     |     |     |     |     |     |     | 3   | 17  | 7   | 3   | 8.º  | 106    | [ 17 ] |
| 2025* | MP Motorsport         | MEL | MEL | SAK | SAK | YED | YED | IMO | IMO | MON | MON | BAR | BAR | SPI | SPI | SIL | SIL | SPA | SPA | BUD | BUD | MNZ | MNZ | BAK | BAK | LUS | LUS | YMC | YMC | 4.º  | 5      | [ 18 ] |
| 2025* | MP Motorsport         | 4   | C   |     |     |     |     |     |     |     |     |     |     |     |     |     |     |     |     |     |     |     |     |     |     |     |     |     |     | 4.º  | 5      | [ 18 ] |

- * Temporada en progreso.